# Снежная Королева (мультипликационный цикл)
«Снежная королева» — российская 3D-компьютерная анимационная семейная фэнтезийная серия фильмов, появившаяся на волне успеха экранизаций сказки Ханса Кристиана Андерсена в 7 главах, опубликованной ещё 21 декабря 1844 года. Фильмы были созданы воронежской студией «Wizart Animation». На данный момент существуют пять фильмов: «Снежная королева» (2012) Максима Свешникова и её четыре прямых сиквела, а именно «Снежная королева 2: Перезаморозка» (2015) Алексея Цицилина (снявший последние 4 фильма), «Снежная королева 3: Огонь и лёд» (2016), «Снежная королева: Зазеркалье» (2019) и «Снежная королева: Разморозка» (2023).
В стремлении сотворить Новый мир — холодный и практичный, где чёткость линий призвана заменить чувства, а северный ветер должен остудить людские души, Снежная Королева избавляется от всех представителей творческих профессий. Маленькой и смелой Герде, дочери зеркальщика, отправляющейся в опасное путешествие, чтобы спасти своего брата Кая, предстоит столкнуться с этим холодным миром Снежной королевы.
Фильмы этой серии являются одними из самых успешных кинопроектов в истории российского кинематографа, а в общей сложности пенталогия собрала более 67 миллионов долларов. Фильмы этой серии всегда были популярны у критиков: все фильмы этой серии были оценены в целом положительно, за исключением пятого, который получил смешанный приём критиков.

## Фильм
| Фильм                             | Дата выхода     | Режиссёр                                   | Сценарист                                                           | История от                         | Продюсер                                                     |
| --------------------------------- | --------------- | ------------------------------------------ | ------------------------------------------------------------------- | ---------------------------------- | ------------------------------------------------------------ |
| Снежная королева                  | 27 декабря 2012 | Алексей Цицилин Максим Свешников (1 фильм) | Вадим Свешников Владлен Барбэ                                       | Вадим Свешников Владлен Барбэ      | Фёдор Бондрачук Юрий Москвин Владимир Николаев Диана Юринова |
| Снежная королева 2: Перезаморозка | 1 января 2015   | Алексей Цицилин Максим Свешников (1 фильм) | Алексей Цицилин Алексей Замыслов Владимир Николаев                  | Владимир Николаев                  | Фёдор Бондрачук Юрий Москвин Владимир Николаев Диана Юринова |
| Снежная королева 3: Огонь и лёд   | 29 декабря 2016 | Алексей Цицилин Максим Свешников (1 фильм) | Алексей Цицилин Алексей Замыслов Владимир Николаев                  | Владимир Николаев                  | Фёдор Бондрачук Юрий Москвин Владимир Николаев Диана Юринова |
| Снежная королева: Зазеркалье      | 1 января 2019   | Алексей Цицилин                            | Алексей Цицилин Владимир Николаев Алексей Замыслов                  | Владимир Николаев Алексей Замыслов | Юрий Москвин Владимир Николаев Илья Попов                    |
| Снежная королева: Разморозка      | 16 февраля 2023 | Алексей Цицилин Андрей Кореньков           | Андрей Кореньков Алексей Цицилин Владимир Николаев Алексей Замыслов | Владимир Николаев Алексей Замыслов | Фёдор Бондрачук Владимир Николаев                            |

### Снежная королева (2012)
В стремлении сотворить Новый мир — холодный и практичный, где четкость линий призвана заменить чувства, а северный ветер должен остудить людские души, Снежная Королева избавляется от всех представителей творческих профессий. Маленькой и смелой Герде, дочери зеркальщика, отправляющейся в опасное путешествие, чтобы спасти своего брата Кая, предстоит столкнуться с этим холодным миром Снежной королевы. Преодолевая все сложности и преграды на пути к своей цели, Герда обретает не только семью, но и веру в себя, находит поддержку новых друзей.

### Снежная королева 2: Перезаморозка (2015)
В фильме рассказывается история тролля Орма, который снова погряз во лжи и финансовой безответственности после того, как увидел свое отражение, работая шахтером. Тщеславный тролль Орм получает шанс снова стать героем, когда король троллей Аррог провозглашает указ, согласно которому тот, кто спасет его королевскую семью, запертую во дворце Снежной королевы, получит главный приз.

### Снежная королева 3: Огонь и лёд (2016)
Фильм, как и его приквелы, вдохновлен классическим одноименным рассказом 1844 года Ганса Христиана Андерсена. Главной героиней рассказа является Герда, имя которой такое же, как у главной героини датской сказки. Героиня Герда встречает пожарного мальчика Роллана вместе с другими друзьями, которые отправляются в новое путешествие, чтобы воссоединить ее семью. Герда и Роллан пытаются использовать вновь обретенные силы льда и огня во время своих путешествий в Северное королевство и Испанию. Фильм был известен своей ситуационной комедией и клиффхэнгерами, а также противопоставлением элементов огня и льда. Сеттинг полярной зимы, использованный на протяжении всего сериала, также был частью фильма.

### Снежная королева: Зазеркалье (2019)
Герда и Кай наконец-то воссоединяются со своими родителями. Вместе они переезжают в некое королевство, которым правит могущественный король-изобретатель Харальд. Мастер Вегард открывает лавку магических зеркал (вероятно, на деньги, подаренные Каю и Герде в конце прошлого фильма Аррогом), однако дела его идут не очень хорошо. Никто в королевстве не желает покупать его магические изделия, когда есть изобретения.

### Снежная королева: Разморозка (2023)
Волшебные миры ждет разморозка! Озорная и смелая волшебница Айла, дочь Снежной Королевы, случайно выпускает на волю злых Ледяных Духов. Упс! Теперь, чтобы спасти все миры от вечной зимы, Айла должна отправиться на поиски Кая и Герды, собрать команду верных друзей и научиться владеть своей волшебной силой… Вместе им предстоит захватывающее приключение, ведь настоящая дружба способна растопить любой лёд.

## Роли озвучивали

### Снежная королева (2012)
| Персонаж         | Актёр             | Характеристика |
| ---------------- | ----------------- | --- |
| Герда            | Нюша              | Главная героиня мультфильма. Она храбрая, добрая и честная девушка с сильной волей. Выросшая в детском доме, она всегда готова пуститься в любое приключение и обладает теплым и восприимчивым сердцем. |
| Орм              | Иван Охлобыстин   | Орм — самый обычный тролль. Несмотря на то, что Орм не соответствует стандартам «троллей», его сильные стороны не являются физическими. Его истинные достоинства заключаются в хитрости и смекалке.     |
| Снежная Королева | Галина Тюнина     | Правитель ледяного дворца в Лапландии. Обладает силой вызывать полярные ветра, которые превращают земли в зимнюю страну.                                                                                |
| Кай              | Рамиля Искандер   | Брат Герды. Мечтатель, художник и поэт. Единственный, у кого остались ремёсленные знания о зеркале души мастера Вегарда.                                                                                |
| Дочь атаманши    | Лиза Арзамасова   | Настоящий пират. Сильная, властная и решительная, но у неё доброе сердце и острое чувство справедливости.                                                                                               |
| Воспитатель      | Дмитрий Нагиев    | |
| Цветочница       | Людмила Артемьева | |
| Король           | Юрий Стоянов      | |
| Атаманша         | Анна Ардова       | |
| Лавочница        | Ольга Шорохова    | |
| Лапландка        | Ольга Шорохова    | |
| Мастер Вегард    | Михаил Тихонов    | Отец Кая и Герды, мастер по изготовлению зеркал, который может создавать зеркала, отражающие души. |
| Принц            | Михаил Тихонов    | |
| Слуга            | Михаил Тихонов    | |
| Уна              | Ольга Зубкова     | |
| Принцесса        | Ольга Зубкова     | |
| Зеркало          | Ольга Зубкова     | |
| Озеро Гао        | Ольга Зубкова     | |
| Лута             | Елена Шульман     | |

### Снежная королева 2: Перезаморозка (2015)
| Актёр                            | Роль                        | Английский дубляж |
| -------------------------------- | --------------------------- | ----------------- |
| Иван Охлобыстин                  | тролль Орм / Снежный король | Шарлто Копли      |
| Анна «Нюша» Шурочкина            | Герда                       | Белла Торн        |
| Рамиля Искандер                  | Кай                         | Майлз Хоффruen    |
| Валерия Николаева                | Альфида                     | Изабель Фурман    |
| Анна Хилькевич                   | Марибель                    | Сара Кравенсruen  |
| Гарик Харламов                   | Аррог                       | Шон Бин           |
| Фёдор Добронравов                | король троллей              | Джефф Беннетт     |
| Ольга Зубкова                    | бабушка Орма                | Кэнди Майло       |
| Шура Би-2                        | Рахат                       | Пэт Фрэлиruen     |
| Лёва Би-2                        | Лукум                       | Билл Чоттruen     |
| Диомид Виноградов                | Авраам                      | Ларри Сидарruen   |
| Михаил Тихонов                   | начальник шахты             | Джеймс Коннорruen |
| Алексей Лихницкий и Роман Юнусов | стражники                   |                   |
| Александр Гудков                 | тролль Глашатай             |                   |
| Ольга Шорохова                   | Эпизод                      |                   |
| Владимир Чуприков                | эпизод                      |                   |
| Валерий Иваков                   | эпизод                      |                   |

### Снежная королева 3: Огонь и лёд (2016)
| Актёр                 | Роль                                  |
| --------------------- | ------------------------------------- |
| Наталия Быстрова      | Герда                                 |
| Николай Быстров       | Кай                                   |
| Филипп Лебедев        | Роллан                                |
| Диомид Виноградов     | Орм                                   |
| Ольга Зубкова         | Альфида / атаманша / троллята         |
| Всеволод Кузнецов     | Аррог                                 |
| Ирина Дериенкова      | Марибель                              |
| Ольга Шорохова        | бабушка Орма / учительница / троллята |
| Александр Груздев     | шаман / дух Огненного короля          |
| Олег Новиков          | Рахат                                 |
| Филл Савенков         | Лукум                                 |
| Михаил Тихонов        | хиппи / мастер Вегард                 |
| Екатерина Африкантова | дух Снежной королевы                  |
| Владимир Никитин      | эпизод                                |
| Никита Спиридонов     | эпизод                                |
| Алексей Агрызков      | эпизод                                |
| Ирина Иваней          | эпизод                                |
| Лала Ахундова         | эпизод                                |
| Алексей Цицилин       | эпизод                                |
| Ди Брэдли Бейкер      | ласка Лута                            |

### Снежная королева: Зазеркалье (2019)
| Актёр               | Роль                     |
| ------------------- | ------------------------ |
| Лина Иванова        | Герда                    |
| Николай Быстров     | Кай                      |
| Филипп Лебедев      | Роллан                   |
| Ляйсан Утяшева      | Альфида                  |
| Владимир Зайцев     | Король                   |
| Ольга Зубкова       | Снежная Королева         |
| Всеволод Кузнецов   | Аррог                    |
| Никита Прозоровский | Адмирал                  |
| Надежда Ангарская   | Лилит                    |
| Антон Эльдаров      | Орм                      |
| Михаил Тихонов      | Вегард                   |
| Ирина Безрукова     | Уна                      |
| Ольга Сирина        | Бабушка                  |
| Елена Шульман       | Андерс                   |
| Ирина Киреева       | Атаманша                 |
| Алексей Войтюк      | Шаман                    |
| Ольга Шорохова      | Лапландка / Бабушка Орма |
| Михаил Белякович    | Глашатый                 |

### Снежная королева: Разморозка (2023)
- Полина Войченко — Айла
- Мария Шустрова — Альфида
- Ирина Чумантьева — Герда
- Юрий Романов — Кай
- Константин Панченко — Роллан
- Светлана Кузнецова — Королева
- Андрей Тенетко — Дух севера
- Максим Сергеев
- Александр Васильев

## Приём

### Кассовые сборы
| Фильм                             | Дата выпуска    | Кассовые сборы | Кассовые сборы    | Кассовые сборы | Бюджет      | Источник      |
| Фильм                             | Дата выпуска    | Россия         | Другие территории | Мировые        | Бюджет      | Источник      |
| --------------------------------- | --------------- | -------------- | ----------------- | -------------- | ----------- | ------------- |
| Снежная королева                  | 27 декабря 2012 | $7,700,000     | $5,867,781        | 13 567 781 $   | $7,000,000  | [ 11 ] [ 12 ] |
| Снежная королева 2: Перезаморозка | 1 января 2015   | $6,000,000     | $9,500,000        | $15,500,000    | $7,000,000  | [ 13 ] [ 14 ] |
| Снежная королева 3: Огонь и лёд   | 29 декабря 2016 | $5,000,000     | $19,600,000       | $24,600,000    | $6,000,000  | [ 15 ] [ 16 ] |
| Снежная королева: Зазеркалье      | 1 января 2019   | $2,900,000     | $7,200,000        | $10,100,000    | $6,500,000  | [ 17 ] [ 18 ] |
| Снежная королева: Разморозка      | 16 февраля 2023 | $1,500,000     | $1,848,866        | $3,348,866     | $3,000,000  | [ 19 ] [ 20 ] |
| Итого                             | Итого           | $23,100,000    | $44,016,647       | $67,166,647    | $29,500,000 |               |

### Отзывы критиков
| Фильм                             | Россия              | Россия          | Россия  | Другие территории |
| Фильм                             | Кинопоиск           | Критиканство    | Отзовик | iMDb              |
| --------------------------------- | ------------------- | --------------- | ------- | ----------------- |
| Снежная королева                  | 6.2 (34 697 оценок) |                 | 86 %    | 5.3 (2700 оценок) |
| Снежная королева 2: Перезаморозка | 6.5 (18 679 оценок) | 60 (3 рецензии) | 78 %    | 5.8 (2400 оценок) |
| Снежная королева 3: Огонь и лёд   | 6.3 (35 865 оценок) | 65 (8 рецензий) | 82 %    | 6.0 (2300 оценок) |
| Снежная королева: Зазеркалье      | 7.3 (37 282 оценки) | 78 (6 рецензий) | 83 %    | 5.6 (540 оценок)  |
| Снежная королева: Разморозка      | 6.6 (2338 оценок)   | 70 (1 рецензия) | 85 %    | 6.1 (34 оценки)   |

- Фильм 2012 года получил положительные отзывы в России и неоднозначные за границей. Дж. М. Уиллис отметил, что ему понравились персонажи «Снежной королевы»: «Анимации, сюжета и музыки достаточно, чтобы этот фильм стал самостоятельным»[29]. В обзоре The Village Voice говорится: «Русская анимационная адаптация Ганса. Сказка Кристиана Андерсена „Снежная королева“ оказывается и визуально грубой, и повествовательно запутанной»[30].
- Второй фильм получил смешанные и положительные отзывы критиков, хотя они согласились, что он подходит для зрителей всех возрастов из-за его сюжета и анимации. В критическом обзоре фильма The Guardian говорится: «В визуальных эффектах есть неистовое, сногсшибательное качество, которое предвосхищает эмоциональную вовлеченность, которую может предложить Disney, но здесь есть кое-что для развлечения». говорит: «Снежная королева 2 — это Пираты Карибского моря на льду[31]. Вскоре вы погрузитесь в историю лжи, обмана и того, как правда может спасти положение и, возможно, спасти королевство. Он узнает, что дружба — это самое главное»[32].
- «Снежная королева 3: Огонь и лёд» получила в основном положительные отзывы критиков. В Rotten Tomatoes фильм получил рейтинг одобрения 95 % в рамках 125 оценок аудитории[33]. Фильм получил три звезды от Common Sense Media. Критическая рецензия отметила, что в фильме представлен положительный образец для подражания и сообщения: «Персонажи узнают, как важно стоять рядом и защищать свою семью»[34].
- В обзоре «КиноКультуры» Ольги Блэкледж говорится, что международная привлекательность франшизы «Снежная королева» неоспорима, поскольку она была показана более чем в 150 странах. Кроме того, было заявлено об общей секретной формуле успеха фильма: «Так в чем же его секрет? Франшиза в целом и „Зазеркалье“ в частности получили высокую оценку за свое технологическое мастерство, которое постоянно растет. Даже при относительно небольшом бюджете, Wizart Animation удается создавать анимацию мирового уровня»[35]. InterMedia поставила фильму пять звезд, заявив, что его сценарий похож на рассказы русского писателя Михаила Булгакова[36].
- «Снежная королева: Разморозка», на старте, получила негативный приём из-за сюжета и сценария. Однако сейчас оценки больше склоняются к смешанным. На Критиканстве мультфильм получил 70/100 на основе 1 отзыва[37]. На других сайтах, по типу Кинопоиск и IMDb фильм оценили также смешано: 6.6 и 6.1 из 10 соответственно[38].